# 데스마토수쿠스
데스마토수쿠스(Desmatosuchus)는 견석목에 딸린 멸종한 주룡류의 한 속이다. 트라이아스기 후기에 지금의 텍사스에 살았다.